# Lobostemon hottentoticus
Lobostemon hottentoticus är en strävbladig växtart som beskrevs av Margaret Rutherford Bryan Levyns. Lobostemon hottentoticus ingår i släktet Lobostemon och familjen strävbladiga växter. Inga underarter finns listade i Catalogue of Life.